# بولدوزر طلا
بولدوزر طلا 
(به تلوگویی: Bangaru Bullodu) فیلمی محصول سال ۱۹۹۳ و به کارگردانی راوی راجا پینستی است. در این فیلم بازیگرانی همچون نانداموری بالاکریشنا، رامیا کریشنان، راوینا تاندون، شارات ساکسنا و سریویدیا ایفای نقش کرده‌اند.